# روایی آزمون
روایی آزمون یا اعتبار آزمون (به انگلیسی: Test validity) میزانی است که یک آزمون (مانند یک آزمون شیمیایی، فیزیکی یا تحصیلی) به‌طور دقیق آنچه را که قرار است اندازه‌گیری کند، اندازه‌گیری می‌کند. در زمینه‌های آزمون روان‌شناختی و آزمون‌های آموزشی، «روایی به درجه‌ای اشاره دارد که شواهد و نظریه‌ها از تفسیر نمره‌های آزمون ناشی از استفاده‌های پیشنهادی از آزمون‌ها پشتیبانی می‌کنند». اگرچه مدل‌های کلاسیک این مفهوم را به «روایی‌های» مختلفی تقسیم می‌کنند (مانند روایی محتوا، روایی معیار و روایی سازه)، دیدگاه غالب در حال حاضر این است که روایی یک ساختار واحد است.
اعتبار آزمون اغلب با پایایی اشتباه گرفته می‌شود که به ثبات یک اندازه‌گیری اشاره دارد. پایایی کافی پیش‌نیاز اعتبار است، اما پایایی بالا به هیچ‌وجه معتبر بودن یک معیار را تضمین نمی‌کند.